# 林佳楣
林 佳楣（りん かめい、1924年6月21日 - ）は、中華人民共和国の政治家。江蘇省丹陽県出身。元中華人民共和国の第一夫人。夫は元中華人民共和国主席の李先念。

## 経歴
1924年、江蘇省丹陽県で生まれる。第四、五、六回全国人民代表大会代表。第七、第八期全国政協委員。第八期全国政協科教文衛体委員会副主任。

## 家族
- 夫：李先念
- 長子：李平
- 長女：李紫陽[2]
- 次女：李小林